# Aznvadzor
Aznvadzor là một đô thị thuộc tỉnh Lori, Armenia. Dân số ước tính năm 2011 là 370 người.